# Кика (фильм)
«Кика» (исп. Kika) — кинофильм Педро Альмодовара.

## Сюжет
Молодой косметолог-гримёр Кика приглашена в особняк американского писателя Николаса, где она должна подготовить тело пасынка хозяина Рамона к погребению. Но благодаря Кике Рамон оживает и они влюбляются друг в друга. Они могли бы жить счастливо, но сначала Кике необходимо завершить дела с Николасом, разобраться с подозрительной смертью матери Рамона и освободиться от пристального внимания ТВ-звезды и бывшего психолога Рамона Андреи Каракортады.

## В ролях
- Виктория Абриль — Андреа Каракортада
- Питер Койоти — Николас
- Вероника Форке — Кика
- Алекс Казановас — Рамон
- Росси де Пальма — Хуана
- Сантьяго Лахустисия — Пабло
- Анабель Алонсо — Ампаро
- Бибиана Фернандес — Сюзана
- Хесус Бонилья — полицейский
- Карра Элехальде — полицейский
- Мануэл Бандера
- Чаро Лопес
- Франческа Кабальеро
- Хоакин Климент — убийца
- Бланка Ли — жертва убийцы

## Съёмочная группа
- Автор сценария: Педро Альмодовар
- Режиссёр: Педро Альмодовар
- Оператор: Альфредо Ф. Майо
- Продюсер: Агустин Альмодовар
- Художник по костюмам: Жан-Поль Готье